# Kozliv
Kozliv (ukrainien : Козлів) est une commune urbaine de l'oblast de Ternopil, en Ukraine. Elle compte 1 778 habitants en 2021.